# Cucullia anthemidis
Cucullia anthemidis là một loài bướm đêm trong họ Noctuidae.